# Blue Note Records
La Blue Note Records è una casa editrice discografica statunitense, specializzata in edizioni jazz, fondata nel 1939 da Alfred Lion e Francis Wolff, due immigrati ebrei tedeschi, che ne furono proprietari e direttori per molti anni. Per la Blue Note incisero quasi tutti i nomi più importanti della scena jazz e non solo, soprattutto nei decenni 1950 e 1960.
Il nome dell'etichetta, nota triste, deriva dalle caratteristiche blue note utilizzate nel blues e nel jazz.
Oggi la Blue Note è parte della Universal, che la utilizza come marchio per raggruppare incisioni del settore "musica per adulti" da vari cataloghi dei marchi da lei posseduti, oltre che a curare le riedizioni del catalogo storico Blue Note.

## Storia della Blue Note records

### Primi anni

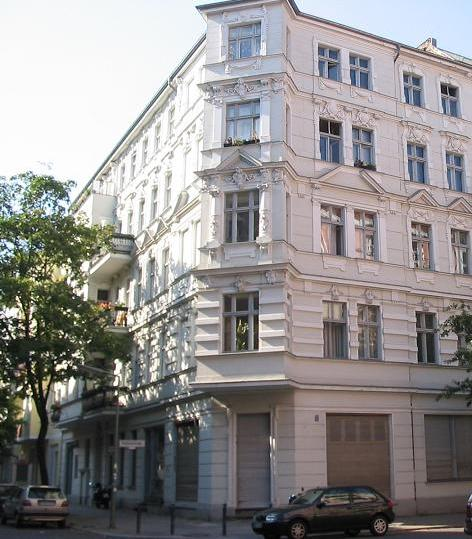
Gotenstrasse 7, luogo di nascita di Alfred Lion

Alfred Lion proveniva dalla Germania e si appassionò di jazz nei locali di Berlino che lo suonavano. Si trasferì a New York nel 1937, e nel 1939 registrò i pianisti Albert Ammons e Meade Lux Lewis in una sessione da un giorno in uno studio di registrazione affittato. L'etichetta Blue Note era composta inizialmente da Lion e Max Margulis, un compositore che elaborò il progetto. I primi dischi prodotti dalla Blue Note erano principalmente prodotti jazz che contenevano canzoni di Boogie-woogie, genere che spopolava nel periodo. Il primo vero successo dell'etichetta fu una versione di "Summertime" eseguita dal sassofonista Sidney Bechet. Ai musicisti venivano dati degli alcolici come sostentamento, e registravano nelle prime ore del mattino, dopo aver finito le serate nei bar e nei club. L'etichetta divenne presto famosa per come trattava i musicisti, ai quali veniva permesso di essere coinvolti in tutti gli aspetti del disco, e per l'orario congeniale delle incisioni.
Francis Wolff, un fotografo professionista, emigrato negli Stati Uniti d'America alla fine del 1939, si unì presto a Lion, amico d'infanzia. Nel 1941, Lion venne arruolato nell'esercito per due anni. Milt Gabler, assieme a Wolff, permise la continuità della casa discografica e, nel 1943, l'etichetta riprese a incidere a pieno regime.

### Bebop
Verso la fine della guerra, il sassofonista Ike Quebec era uno dei tanti musicisti che lavorava per l'etichetta. Quebec agì come talent scout fino alla sua morte, nel 1963. Nonostante appartenesse alla precedente generazione, riuscì ad apprezzare il nuovo stile bebop del jazz, creato da Dizzy Gillespie e Charlie Parker.

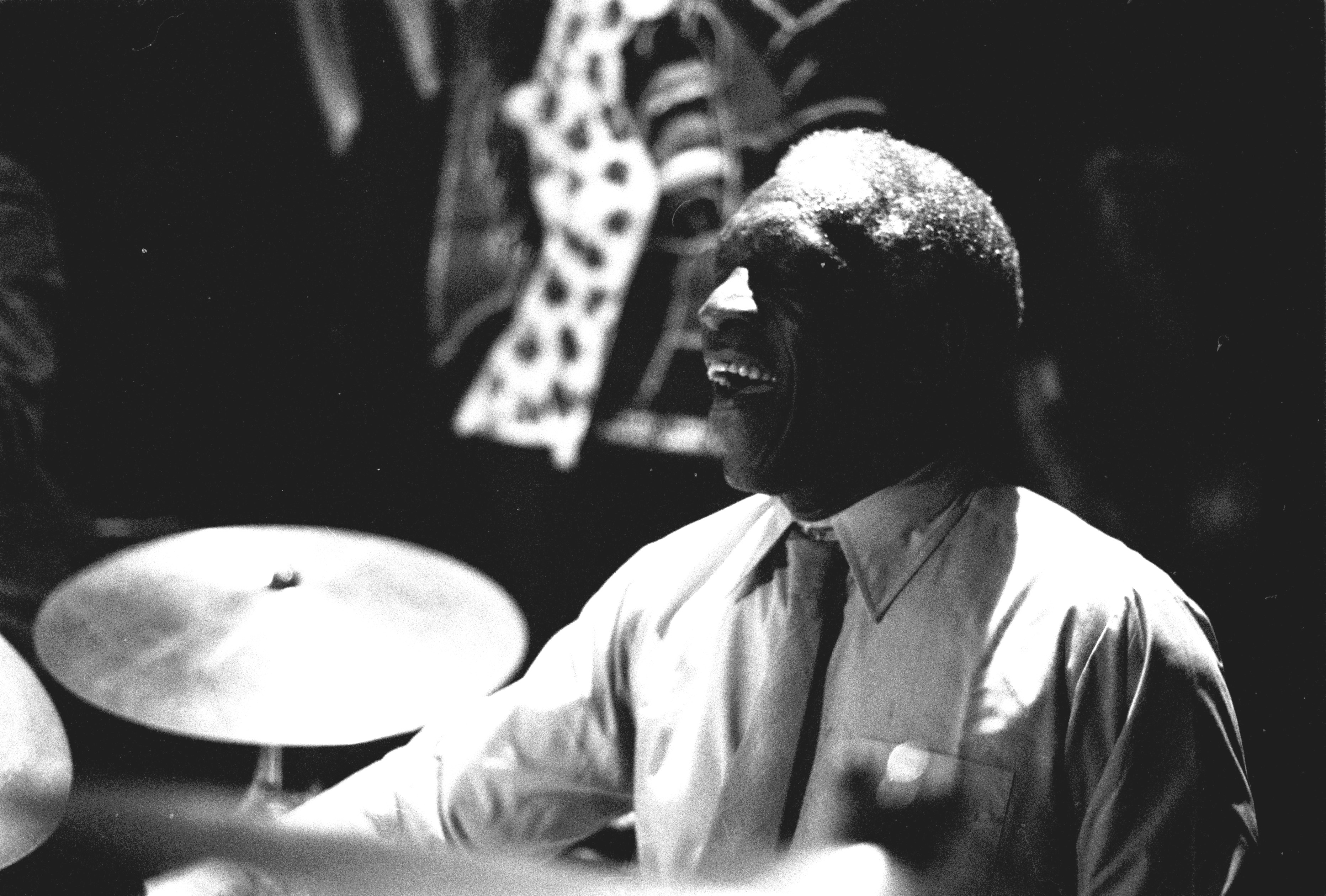
Art Blakey esordì come batterista alla Blue Note

Nel 1947 il pianista Thelonious Monk registrò diversi dischi per l'etichetta, che lo vedevano per la prima volta in veste di leader e che segnarono l'esordio alla Blue Note del batterista Art Blakey. I dischi di Monk registrati tra il 1947 e il 1952 non vendettero bene, ma divennero, con il passare degli anni, tra i più importanti dischi di bebop mai pubblicati. Altri musicisti di bebop che lavorarono alla Blue Note durante gli anni quaranta e cinquanta erano il pianista Tadd Dameron, Fats Navarro, Howard McGhee, il sassofonista James Moody e il pianista Bud Powell. Le incisioni di Powell per l'etichetta, così come quelle dell'amico Monk, sono considerate i suoi migliori lavori. Anche J.J. Johnson e il trombettista Miles Davis incisero diversi sessioni per la Blue Note, tra il 1952 e il 1954, ma all'epoca i musicisti di bebop stavano già esplorando nuovi stili.

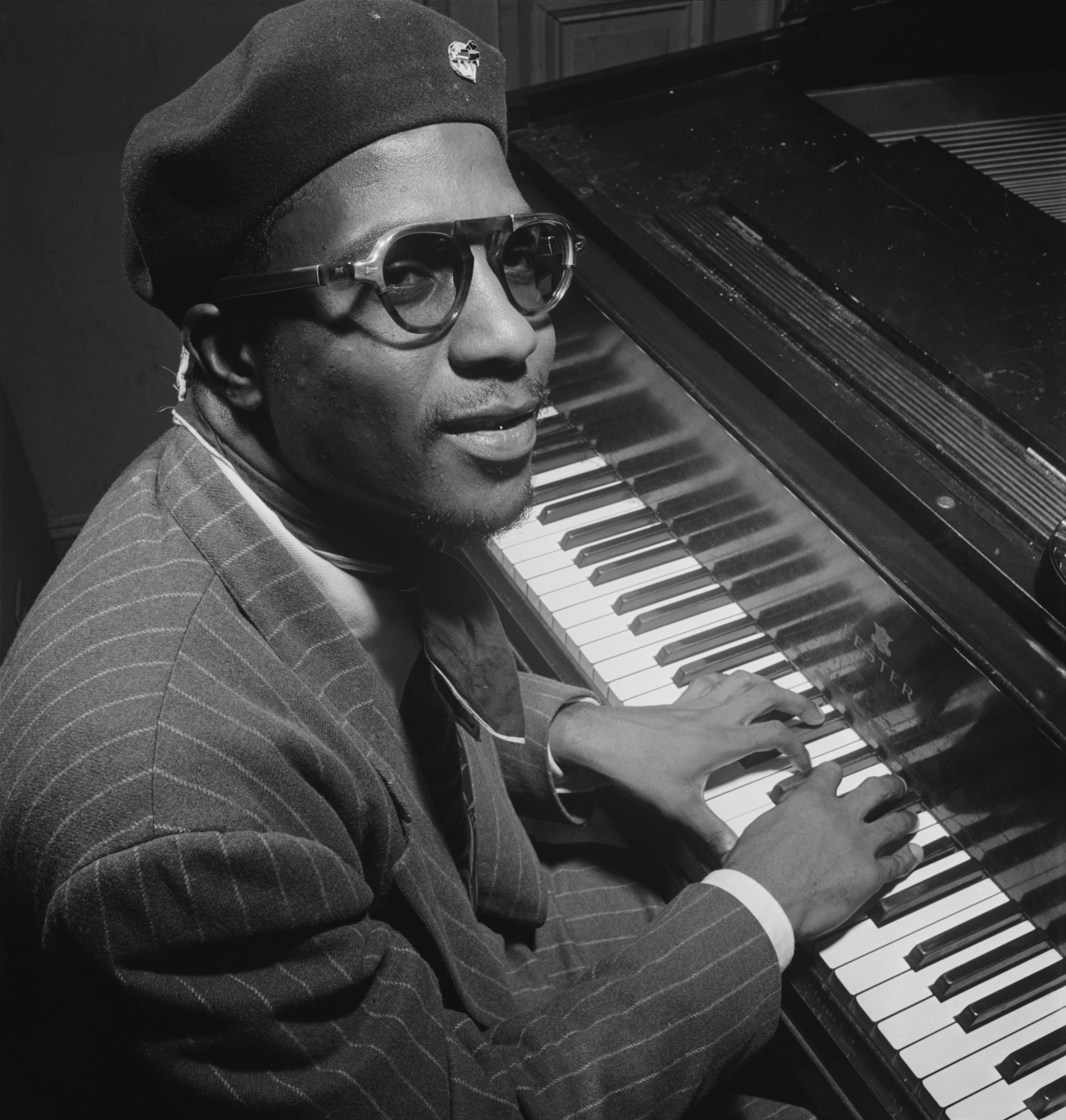
Thelonious Monk era uno degli artisti più famosi dell'etichetta

### Hard bop e oltre
Il 1951 vide il primo vinile da 10" distribuito dalla Blue Note, e l'etichetta stava già registrando con nuovi talenti, come Horace Silver (che avrebbe poi lavorato per la Blue Note per venticinque anni), i Jazz Messengers, Milt Jackson, Clifford Brown, Herbie Nichols e Rudy Van Gelder, che registrò gran parte della produzione della Blue Note dal 1953 fino alla fine degli anni '60. Un'altra importante differenza tra la Blue Note e altre etichette indipendenti era che i musicisti venivano pagati per delle prove generali prima della registrazione del disco; questo contribuiva ad assicurare un miglior risultato finale. Bob Porter, il produttore della Prestige Records (l'unica rivale della Blue Note durante gli anni '50 e '60), era solito dire:
(Bob Porter)
La fine degli anni '50 segnò il debutto nell'etichetta di Sonny Rollins, Hank Mobley, Lee Morgan, Sonny Clark, Kenny Dorham, Kenny Burrell, Jackie McLean, Donald Byrd, Lou Donaldson, John Coltrane e Cannonball Adderley (assieme a Miles Davis, in un insolito ruolo di supporto).
In quel periodo la Blue Note stava registrando diversi artisti che mescolavano i vari stili (Rollins, Adderley) e musicisti che avevano già collaborato con l'etichetta in passato, ma che si concentravano sulla qualità, impressionante per quei tempi, delle incisioni. Horace Silver e Art Blakey, nel frattempo, continuarono a produrre una serie di dischi apprezzati dal pubblico.
Agli inizi degli anni '60 Dexter Gordon entrò a far parte della Blue Note. Gordon era un sassofonista, stilisticamente vicino al bebop, che aveva passato diversi anni in prigione a combattere contro la droga. Gordon, inoltre, collaborò all'album di debutto di Herbie Hancock - verso il 1965, tutti i membri più giovani del quintetto di Miles Davis  (Hancock, Wayne Shorter, Ron Carter e Tony Williams) stavano registrando per l'etichetta come solisti, e Hancock in particolare, assieme a Shorter, produsse una serie di album dagli stili molto diversi tra loro che riscossero successo immediato. Carter, in realtà, non registrò altro materiale sotto il suo nome fino alla resurrezione dell'etichetta, nel 1980, ma suonò il contrabbasso nelle incisioni di molti altri artisti. Una delle caratteristiche della Blue Note era la presenza di un gruppo "familiare" di musicisti (Hubbard, Hancock, Carter, Grant Green, Joe Henderson, Kenny Dorham, Lee Morgan, Hank Mobley e molti altri) che partecipavano a vicenda, come artisti di supporto, all'album di ognuno di loro.

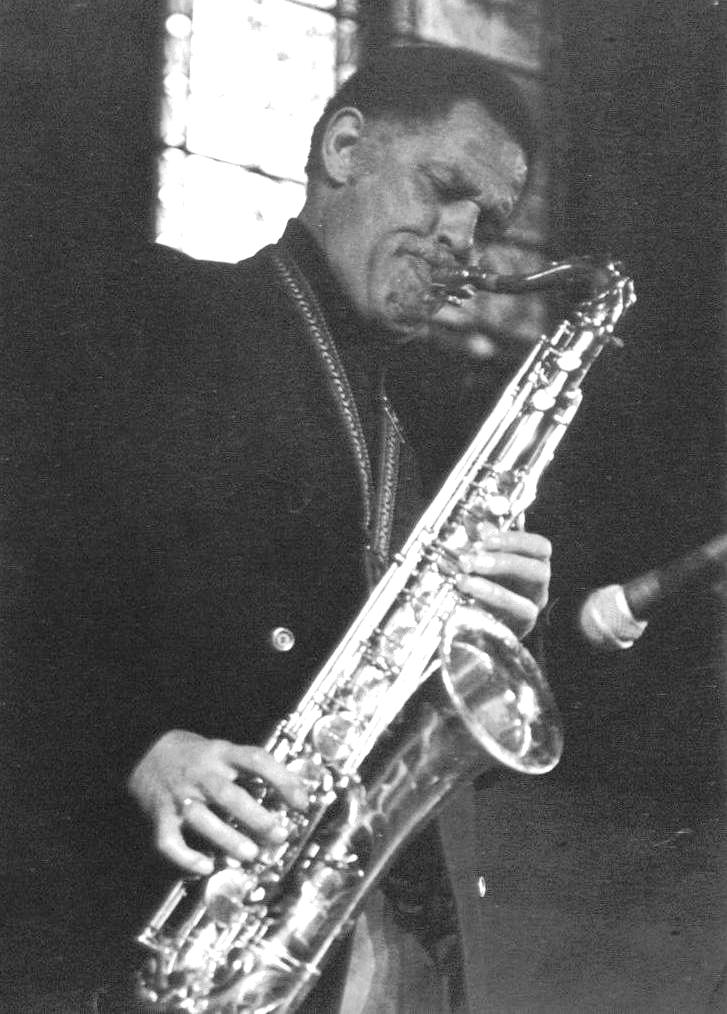
Dexter Gordon si avvicinò alla Blue Note negli anni '60

Nel 1963 Lee Morgan registrò una canzone che divenne presto molto famosa, intitolata The Sidewinder. Lo stesso fece, l'anno successivo, Horace Silver con Song for My Father.  Di conseguenza, i distributori indipendenti fecero pressioni su Lion per incidere successi, con il risultato che molti album distribuiti dalla Blue Note in quel periodo avevano melodie semplici, fatte per massicci passaggi nelle radio.

### L'avant garde
Nonostante molti artisti stessero registrando jazz commerciale per il pubblico, l'etichetta si preoccupò di individuare il nuovo movimento di avant-garde e quello del free jazz.  Andrew Hill, un pianista, incise diversi album per la casa discografica, alcuni assieme al sassofonista Eric Dolphy. L'album di Dolphy, Out to Lunch (del quale Reid Miles creò la copertina), è il suo più famoso lavoro. Il pianista Cecil Taylor registrò per la Blue Note due album durante l'inizio della sua carriera; anche Sam Rivers, Bobby Hutcherson e Larry Young incisero diversi dischi che si discostavano dallo stile "hard bop" che veniva spesso associato all'etichetta.
Questi lavori di avant garde, però, non riscossero il successo sperato. Lion, comunque, restò dell'idea che lo sviluppo di nuovi stili e tecniche di jazz fosse un qualcosa di necessario e molto importante

### Il pensionamento di Lion e Wolff
La Blue Note fu acquistata dalla Liberty Records nel 1965 e Lion si ritirò nel 1967. A quel punto la maggior parte degli album veniva prodotta da Wolff o dal pianista Duke Pearson; Wolff morì nel 1971. Tranne alcuni album, il successo del jazz era sempre minore. Questa decadenza era data dal fatto che molti artisti che avevano lavorato ad album poco commerciali (Bobby Hutcherson, Lou Donaldson, Donald Byrd, Grant Green, Horace Silver) vennero incaricati di incidere dischi per il mercato popolare.

### Resurrezione

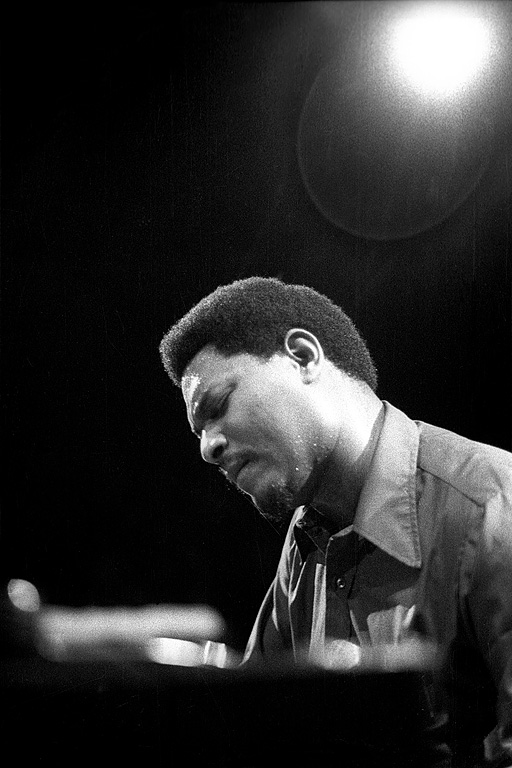
McCoy Tyner, artista che ha lavorato a lungo con l'etichetta Blue Note

La United Artists Records acquisì la Liberty Records nel 1969, a sua volta, nel 1979, la EMI inglobò la United Artists Records, entrando in possesso dell'etichetta Blue Note fino al 1985, quando fu rilanciata come parte della EMI Manhattan Records.
Alcuni artisti, precedentemente associati alla Blue Note, come McCoy Tyner, incisero nuovi dischi, mentre giovani musicisti come Joe Lovano, John Scofield, Greg Osby e Jason Moran si costruirono una reputazione attraverso gli album pubblicati alla Blue Note.
L'etichetta ha ritrovato grande successo con la cantante Norah Jones, la quale ha fruttato alla casa discografica fama internazionale, e con album di vecchi artisti del jazz come Van Morrison, Al Green, Anita Baker o di giovani talenti, come Amos Lee, definito «la controparte maschile di Norah Jones».
La Blue Note ha successivamente cominciato a distribuire ristampe di incisioni di autori del passato. Bruce Lundvall ha supervisionato il progetto. Inizialmente pensati come set di CD, le serie di ristampe di vecchio materiale sono state rimasterizzate da Rudy Van Gelder.
Blue Note Records è la più importante divisione jazz della Capitol Records ed è in associazione con le etichette Pacific Jazz Records e Roulette Records.
Nel 2006, la casa di produzione discografica EMI ha allargato la Blue Note, creando il Blue Note Label Group spostando il gruppo di etichette Narada a New York, unendole con la Blue Note e specializzandole in mercato per adulti. Le etichette che sono ora sotto il corollario della Blue Note sono Narada Productions (musica jazz ed etnica), Back Porch Records (folk e country) e Higher Octave Records (musica new age).

## Le copertine
Nel 1956, fu assunto dalla Blue Note Reid Miles, un artista che lavorava per Esquire. Le copertine prodotte da Miles, che spesso ritraevano fotografie di musicisti in studio scattate da Wolff, influenzarono fortemente il mondo del design grafico musicale, diventando vere icone. Durante il periodo di Miles, la Blue Note era conosciuta per il design stilizzato e inusuale delle copertine degli album. La grafica usata da Miles si distingueva per la tinta in bianco e nero delle fotografie, l'uso di un solo colore e l'utilizzo di forme geometriche.
Nonostante i lavori di Miles fossero frequentemente associati all'etichetta e raggiungessero in fretta lo stato di icone, venendo spesso omaggiate, Miles non era un appassionato di jazz. La casa discografica gli regalava diverse dozzine di copie degli album sui quali lavorava, ma Miles, a sua volta, ne regalava gran parte agli amici o li vendeva nei negozi di dischi dell'usato. Alcune copertine risalenti alla metà degli anni cinquanta furono anche usate nelle opere dell'allora semisconosciuto Andy Warhol.

## Influenze
- Nel 2003 il produttore Hip hop Madlib distribuì un album dal titolo Shades of Blue: Madlib Invades Blue Note, una collezione di remix delle più famose canzoni della casa discografica statunitense.
- Nel 2004 la Burning Vision Entertainment creò un video usando diverse foto prese dalle copertine de CD della Blue Note.[8]
- Nel 2008, il produttore hip hop ?uestlove contribuì a creare Droppin' Science: Greatest Samples from the Blue Note Lab, una collezione di incisioni Blue Note remixate dai famosi artisti hip hop come Dr. Dre e A Tribe Called Quest.